# Queen of Tears
Queen of Tears (hangul: 눈물의 여왕) (bra: Rainha das Lágrimas) é uma série de televisão sul-coreana de 2024 escrita por Park Ji-eun e codirigida por Jang Young-woo e Kim Hee-won, e estrelada por Kim Soo-hyun e Kim Ji-won. A série retrata a história de um casal em crise. Foi ao ar na tvN de 9 de março a 28 de abril de 2024, exibida todos os sábados e domingos às 21h20 (KST). A série também está disponível em plataformas de streaming, como o TVING, na Coreia do Sul, e na Netflix, em regiões selecionadas.
Queen of Tears alcançou uma audiência nacional de 24,850% em seu episódio final e tornou-se a série da tvN com maior audiência, superando Crash Landing on You. Também se tornou a terceira maior série na história da televisão a cabo coreana em audiência e a segunda maior em número de telespectadores.

## Sinopse
A série retrata a crise conjugal e o reacender amoroso entre Hong Hae-in, uma herdeira de terceira geração do Queens Group (chaebol), e Baek Hyun-woo, filho de agricultores da vila de Yongdu-ri.

## Elenco

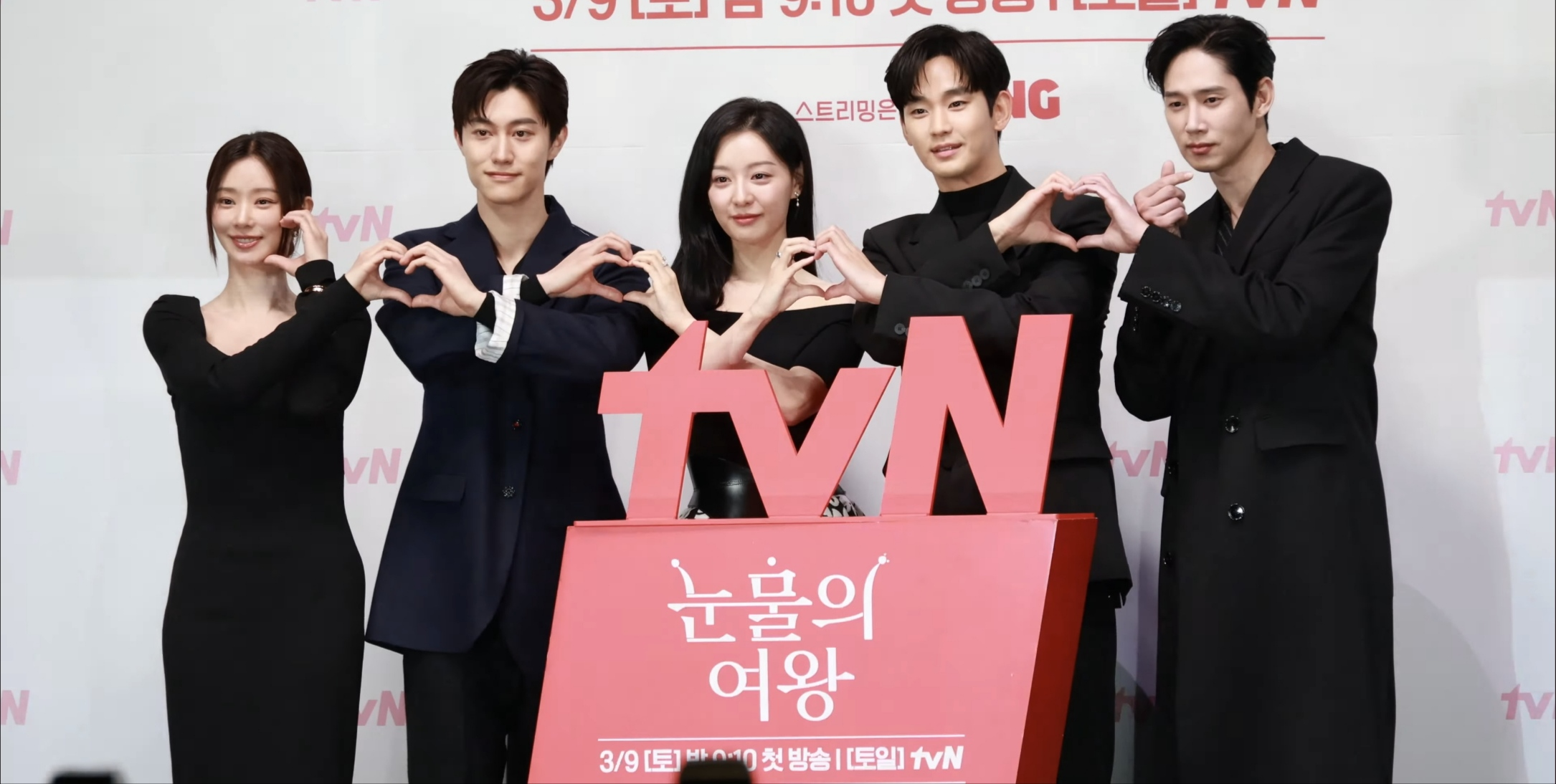
Elenco principal de Queen of Tears numa coletiva de imprensa em 7 de março de 2024

### Principal
- Kim Soo-hyun como Baek Hyun-woo: marido de Hae-in e diretor jurídico do Queens Group. Ele nasceu na área rural de Yongdu-ri e tornou-se advogado após se formar na Universidade Nacional de Seul.[8]
  - Moon Seong-hyun como Baek Hyun-woo adolescente.[9]
  - Choi Yi-an como Baek Hyun-woo criança[10]
- Kim Ji-won como Hong Hae-in: esposa de Baek Hyun-woo e CEO da Queens Department Store. Ela é uma herdeira de terceira geração de um chaebol e neta do fundador do Queens Group.[8]
  - Hwang Ji-ah como Hong Hae-in adolescente.[9]
  - Min Seo-hyung como Hong Hae-in criança[11]
- Park Sung-hoon como Yoon Eun-sung/David Yoon: conhecido de Hae-in. Ele é um ex-analista da Wall Street e especialista em fusões e aquisições empresariais que retorna à Coreia do Sul como um investidor famoso.[8]
  - Lee Joo-won como Yoon Eun-sung criança.[12]
- Kwak Dong-yeon como Hong Soo-cheol: irmão mais novo de Hae-in e CEO do Queens Mart.[8]
  - Kim Joon-eui como Hong Soo-cheol criança.[11]
- Lee Joo-bin como Cheon Da-hye: a elegante esposa de Soo-cheol.[8]
  - Choi Na-rin como Cheon Da-hye criança.[11]

### De apoio

#### Família de Hae-in
- Kim Kap-soo como Hong Man-dae: avô de Hae-in e presidente do Queens Group.[13]
- Lee Mi-sook como Moh Seul-hee: namorada de Man-dae.[13]
- Jung Jin-young como Hong Beom-jun: pai de Hae-in e vice-presidente do Queens Group.[13]
- Na Young-hee como Kim Seon-hwa: mãe de Hae-in.[13]
- Kim Jung-nan como Hong Beom-ja: a tia impulsiva de Hae-in.[13]
- Goo Shi-woo como Hong Geon-u: filho de Soo-cheol e Da-hye.[14]
- Park Yoon-hee como Hong Beom-seok: tio de Hae-in e ex-CEO da Queens Distribution.[15]
- Ko Dong-ha como Hong Su-wan: o falecido irmão mais velho de Hae-in.[16]

#### Família de Hyun-woo
- Jeon Bae-soo como Baek Du-gwan: pai de Hyun-woo e chefe do vilarejo Yongdu-ri.[13]
- Hwang Young-hee como Jeon Bong-ae: mãe de Hyun-woo.[13]
- Kim Do-hyun como Baek Hyun-tae: irmão mais velho de Hyun-woo que dirige uma academia de boxe.[13]
- Jang Yoon-ju como Baek Mi-seon: irmã mais velha de Hyun-woo que dirige um salão de beleza na vila.[13]
- Kim Dong-ha como Baek Ho-yeol: filho de Hyun-tae.[17]

#### Habitantes de Yongdu-ri
- Kim Young-min como Yong-song: um morador altruísta e carismático.[18]
- Park Jung-pyo como Chun-sik: marido de Kang-mi e braço direito de Du-gwan.[18]
- Shim Woo-sung como Park Seok-hoon: o Presidente da Associação Juvenil de Yongdu-ri e rival de Du-gwan.[18]
- Park Sung-yeon como Kang-mi: esposa de Chun-sik e cliente regular do salão de beleza de Mi-seon.[18]
- Lee Soo-ji como Bang-sil: amiga de infância de Hyun-woo e cliente regular do salão de beleza de Mi-seon.[18]
- Lee Ji-hye como Hyun-jung: uma cliente regular do salão de beleza de Mi-seon.[18]
- Kim Do-jin como aluno de boxe.[12]

#### Outros
- Kim Joo-ryoung como Grace Ko/Ko Jeong-ja: secretária particular responsável pelos assuntos da família Queens.[19]
- Yoon Bo-mi como Na Chae-yeon: secretária de Hae-in.[20]
- Moon Tae-yu como Kim Yang-ki: um respeitado advogado de divórcio, ele é amigo de Hyun-woo da universidade e seu confidente.[21]
- Jeong Ji-hwan como Kim Min-gyu: secretária de Hyun-woo.[22]

### Estendido
- Seo Sang-won como Park Jin-guk: médico de Hae-in.[23]
- Shim Hye-rim como Kim Min-ji: funcionária da seção de cosméticos da Queens Department Store.[24]
- Kwak Jin-seok como Pyeon Seong-uk: CEO de uma agência imobiliária que se alia a Eun-sung.[25]

### Participações especiais
- Oh Jung-se como Lee Min-woo: o psiquiatra de Hyun-woo.[26]
- Im Chul-soo como um investigador particular contratado por Beom-jun para seguir Hyun-woo.
- Ko Kyu-pil como investigador particular contratado por Beom-jun para seguir Hyun-woo
- Heo Tae-hee
- Seo Ye-hwa como Kim Ye-na: a CEO da Royal Department Store.[27]
- Sebastian Roché como Liam Braun: um médico alemão que tem um relacionamento interessante com Hyun-woo e Hae-in.[28]
- Dieter Hallervorden como guarda do Parque Sanssouci, em Potsdam.[29]
- Song Joong-ki como Vincenzo Cassano: um advogado.[30]
- Kim Shin-rok como Hyeon-suk: esposa de Hyun-tae.[31]
- Hong Jin-kyung como a investigadora particular Hong: proprietária da Agência de Detetives Hong Gil-dong e contratada por Beom-jun para seguir Hae-in na Alemanha.[32]
- Jo Se-ho como o ajudante da detetive Hong.[32]
- Nam Chang-hee como o ajudante da detetive Hong.[32]

## Produção

### Desenvolvimento
A roteirista Park Ji-eun começou a preparar seu novo projeto intitulado Queen of Tears cerca de dois anos após terminar Crash Landing on You (2019–2020), estrelado por Hyun Bin e Son Ye-jin. Lee Eung-bok, que dirigiu dramas de sucesso como Guardian: The Lonely and Great God (2016–2017), Descendants of the Sun (2016), Mr. Sunshine (2018) e Sweet Home (2020-presente), esteve supostamente envolvido em negociações para se juntar à equipe de produção da série.
O Studio Dragon confirmou que a produção de Queen of Tears começaria no primeiro semestre de 2023, e a série estava prevista para ser lançada no segundo semestre de 2023. É co-dirigido por Jang young-woo, que trabalhou em Crash Landing on You (2019–2020) e Bulgasal: Immortal Souls (2021–2022), e Kim Hee-won, que trabalhou em Vincenzo (2021) e Little Women (2022). Além do Studio Dragon, a série também é coproduzida pelos estúdios Culture Depot e Showrunners.
A primeira leitura do roteiro pelo elenco foi realizada em 30 de março de 2023, perto de Sangam-dong, no distrito de Mapo, Seul.
Inicialmente estimado em mais de ₩40 bilhões, o orçamento total da série foi de ₩56 bilhões, tendo uma média de custo de ₩3,5 bilhões por episódio.

### Elenco
Em abril de 2022, Park Ji-eun propôs o papel da protagonista feminina em seu novo projeto para Lee Ji-eun, mas sua oferta foi recusada. Kim Soo-hyun recebeu uma proposta para o papel de protagonista masculino no dia seguinte.
As participações de Kim Soo-hyun e Kim Ji-won foram oficialmente confirmadas em dezembro de 2022. Esta é a terceira colaboração entre Park e Kim Soo-hyun após as séries My Love from the Star (2013–2014) e The Producers (2015).
Park Sung-hoon, Kwak Dong-yeon e Lee Joo-bin foram escalados entres os meses de fevereiro e abril de 2023.

### Filmagem
A filmagem principal da série ocorreu entre abril e dezembro de 2023, em várias cidades da Coreia do Sul e da Alemanha.

## Trilha sonora
A trilha sonora da série, organizada pelo diretor musical Nam Hye-seung e contando com a participação de BSS, 10cm, Heize, Crush, Isaac Hong, Kim Na-young, Paul Kim, Choi Yu-ree, So Su-bin e Dori, foi revelada em 6 de março de 2024. Kim Tae-rae do Zerobaseone também participou da trilha sonora, enquanto o ator principal da série, Kim Soo-hyun, cantou uma música inédita para a trilha sonora pela primeira vez em 10 anos.

### Álbum
O álbum da trilha sonora de Queen of Tears foi lançado em 30 de abril de 2024; ele contém todos os singles e músicas ambiente da série.

#### Trilha sonora
| CD 1           |                                                     |                             |                             |                           |         |  |
| N.º            | Título                                              | Letras                      | Música                      | Artista                   | Duração |  |
| 1.             | "In a Beautiful Way" (Opening Title ver.)           | Nam Hye-seung Kim Kyung-hee | Nam Hye-seung Kim Kyung-hee | Kim Kyung-hee             | 0:56    |  |
| 2.             | "The Reason of My Smiles" (자꾸만 웃게 돼)          | Nam Hye-seung Kim Kyung-hee | Nam Hye-seung Kim Kyung-hee | BSS                       | 3:33    |  |
| 3.             | "Tell Me It's Not a Dream" (고장난걸까)             | Nam Hye-seung Kim Kyung-hee | Nam Hye-seung Kim Kyung-hee | 10cm                      | 3:55    |  |
| 4.             | "Hold Me Back" (멈춰줘)                             | Nam Hye-seung Park Jin-ho   | Nam Hye-seung Park Jin-ho   | Heize                     | 3:52    |  |
| 5.             | "Love You With All My Heart" (미안해 미워해 사랑해) | Nam Hye-seung Kim Kyung-hee | Nam Hye-seung Kim Kyung-hee | Crush                     | 4:04    |  |
| 6.             | "Fallin'"                                           | Nam Hye-seung Park Jin-ho   | Nam Hye-seung Park Jin-ho   | Isaac Hong                | 4:16    |  |
| 7.             | "Can't Get Over You" (좋아해요)                     | Nam Hye-seung Park Jin-ho   | Nam Hye-seung Park Jin-ho   | Paul Kim                  | 4:05    |  |
| 8.             | "From Bottom of My Heart" (일기)                    | Nam Hye-seung Kim Kyung-hee | Nam Hye-seung Kim Kyung-hee | Kim Na-young              | 3:58    |  |
| 9.             | "Last Chance"                                       | Nam Hye-seung Park Jin-ho   | Nam Hye-seung Park Jin-ho   | So Soo-bin                | 4:08    |  |
| 10.            | "Promise"                                           | Nam Hye-seung Park Jin-ho   | Nam Hye-seung Park Jin-ho   | Choi Yu-ree               | 3:56    |  |
| 11.            | "Heart Flutter" (떨림)                              | Nam Hye-seung Park Jin-ho   | Nam Hye-seung Park Jin-ho   | Dori                      | 3:40    |  |
| 12.            | "More Than Enough" (더 바랄게 없죠)                 | Nam Hye-seung Park Jin-ho   | Nam Hye-seung Park Jin-ho   | Kim Tae-rae (Zerobaseone) | 4:13    |  |
| 13.            | "Way Home" (청혼)                                   | Nam Hye-seung Kim Kyung-hee | Nam Hye-seung Kim Kyung-hee | Kim Soo-hyun              | 3:39    |  |
| 14.            | "In a Beautiful Way" (Full ver.)                    | Nam Hye-seung Kim Kyung-hee | Nam Hye-seung Kim Kyung-hee | Kim Kyung-hee             | 3:17    |  |
| Duração total: | Duração total:                                      | Duração total:              | Duração total:              | Duração total:            | 51:32   |  |

| CD 2           |                                                   |                               |         |  |
| N.º            | Título                                            | Música                        | Duração |  |
| 1.             | "Timing Game" (눈치게임)                          | Nam Hye-seung Park Sang-hee   | 1:34    |  |
| 2.             | "Love, Love, Love"                                | Nam Hye-seung Cheon Jung-hoon | 1:24    |  |
| 3.             | "It Is What It Is" (인생은 그런것)                | Nam Hye-seung Cho Mi-ra       | 1:04    |  |
| 4.             | "Reconciliation" (화해)                           | Lee So-young                  | 2:22    |  |
| 5.             | "If I Really Love You" (진짜 사랑한다면)          | Nam Hye-seung Park Sang-hee   | 1:46    |  |
| 6.             | "Looking for HaeIn" (해인을 찾아서)               | Nam Hye-seung Park Sang-hee   | 1:18    |  |
| 7.             | "Hated You Back Then" (그땐 널 미워했어)          | Kim Yong-eun Jeong Su-wan     | 2:44    |  |
| 8.             | "Indelible Love" (사랑은 숨길 수 없는 것)         | Nam Hye-seung Go Eun-jeong    | 1:58    |  |
| 9.             | "Hong's Family"                                   | Nam Hye-seung Cheon Jung-hoon | 2:04    |  |
| 10.            | "Mulberry Romance" (오디 로맨스)                  | Lee So-young                  | 0:46    |  |
| 11.            | "Under the Name of Family" (가족이라는 이름)      | Nam Hye-seung Park Sang-hee   | 1:24    |  |
| 12.            | "Still, I" (아직도 나는)                          | Cho Han-na                    | 1:32    |  |
| 13.            | "Spy Team"                                        | Nam Hye-seung Cheon Jung-hoon | 2:10    |  |
| 14.            | "On a Warm Day" (어느 따뜻했던 날에)              | Nam Hye-seung Park Sang-hee   | 1:37    |  |
| 15.            | "The Most Precious Thing" (나에게 가장 소중한 것) | Nam Hye-seung Park Sang-hee   | 2:45    |  |
| 16.            | "BumJa in Love" (범자는 사랑을 먹고)              | Nam Hye-seung Park Sang-hee   | 1:03    |  |
| 17.            | "Talking About"                                   | Nam Hye-seung Cho Mi-ra       | 0:56    |  |
| 18.            | "The Only Reason" (유일한 이유)                   | Kim Yong-eun                  | 2:27    |  |
| 19.            | "Mo SeulHee" (모슬희)                             | Nam Hye-seung Cheon Jung-hoon | 1:28    |  |
| 20.            | "Sorry and Thank You" (고맙고 미안해)             | Lee So-young                  | 3:50    |  |
| 21.            | "Grace" (그레이스)                                | Park Sang-hee                 | 2:03    |  |
| 22.            | "Getting Worse" (갈수록 태산)                     | Nam Hye-seung Cho Mi-ra       | 0:50    |  |
| 23.            | "Our Way of Love" (우리가 사랑한 방식)            | Kim Yong-eun                  | 3:55    |  |
| 24.            | "The Shadow of Yoon EunSeong" (윤은성의 그림자)   | Nam Hye-seung Cheon Jung-hoon | 1:38    |  |
| 25.            | "A Sad Truth" (슬픈 진실)                         | Nam Hye-seung Park Sang-hee   | 1:57    |  |
| 26.            | "Guess I Got a Crush" (좋아하나봐)                | Nam Hye-seung Park Sang-hee   | 1:04    |  |
| 27.            | "Tiki-taka" (고은정)                              | Nam Hye-seung Go Eun-jeong    | 1:45    |  |
| 28.            | "The Only One" (힘든순간, 단 한사람)              | Lee So-young                  | 1:29    |  |
| 29.            | "Requiem"                                         | Cheon Jung-hoon               | 1:09    |  |
| 30.            | "An Endless Obsession" (끝없는 집착)              | Nam Hye-seung Park Sang-hee   | 3:30    |  |
| 31.            | "If We Can Be Together" (함께 할 수 있다면)       | Nam Hye-seung Park Sang-hee   | 3:20    |  |
| 32.            | "Their Own Waltz" (그들만의 왈츠)                 | Nam Hye-seung Cho Mi-ra       | 1:01    |  |
| 33.            | "HyunWoo's Manual" (백현우 설명서)                | Nam Hye-seung Park Sang-hee   | 1:54    |  |
| 34.            | "Involuntarily" (나도 모르게)                     | Nam Hye-seung Go Eun-jeong    | 0:30    |  |
| 35.            | "With All My Heart" (간절한 마음으로)             | Cho Han-na                    | 0:53    |  |
| 36.            | "The Things I Like" (내가 좋아하는 것들)          | Nam Hye-seung Cho Mi-ra       | 1:14    |  |
| 37.            | "Please Come Again" (또 오세요)                   | Nam Hye-seung Park Sang-hee   | 1:00    |  |
| 38.            | "Yongdu-ri Hair Salon" (용두리 미용실)            | Go Eun-jeong                  | 1:08    |  |
| 39.            | "Smoke"                                           | Cheon Jung-hoon               | 2:01    |  |
| 40.            | "The Sea" (그날의 바다)                           | Park Sang-hee                 | 1:16    |  |
| Duração total: | Duração total:                                    | Duração total:                | 69:49   |  |

#### Performance nas paradas
| Paradas (2024)               | Melhor classificação |
| ---------------------------- | -------------------- |
| South Korean Albums (Circle) | 9                    |

### Singles
Os singles incluídos no álbum foram lançados entre 9 de março a 27 de abril de 2024, e um single especial da série, "Way Home" (hangul: 청혼; lit. Proposta de Casamento), cantada por Kim Soo-hyun foi lançada em 29 de abril de 2024.
Part 1
| Lançado em 9 de março de 2024 |                                                   |                             |                             |                |         |  |
| N.º                           | Título                                            | Letras                      | Música                      | Artista        | Duração |  |
| 1.                            | "The Reason of My Smiles" (자꾸만 웃게 돼)        | Nam Hye-seung Kim Kyung-hee | Nam Hye-seung Kim Kyung-hee | BSS            | 3:33    |  |
| 2.                            | "The Reason of My Smiles" (자꾸만 웃게 돼; Inst.) |                             | Nam Hye-seung Kim Kyung-hee |                | 3:33    |  |
| Duração total:                | Duração total:                                    | Duração total:              | Duração total:              | Duração total: | 7:06    |  |

Part 2
| Lançado em 16 de março de 2024 |                                                |                             |                             |                |         |  |
| N.º                            | Título                                         | Letras                      | Música                      | Artista        | Duração |  |
| 1.                             | "Tell Me It's Not a Dream" (고장난걸까)        | Nam Hye-seung Kim Kyung-hee | Nam Hye-seung Kim Kyung-hee | 10cm           | 3:55    |  |
| 2.                             | "Tell Me It's Not a Dream" (Eng ver.)          | Nam Hye-seung Kim Kyung-hee | Nam Hye-seung Kim Kyung-hee | 10cm           | 3:55    |  |
| 3.                             | "Tell Me It's Not a Dream" (고장난걸까; Inst.) |                             | Nam Hye-seung Kim Kyung-hee |                | 3:55    |  |
| Duração total:                 | Duração total:                                 | Duração total:              | Duração total:              | Duração total: | 11:45   |  |

Part 3
| Lançado em 17 de março de 2024 |                                |                |                           |                |         |  |
| N.º                            | Título                         | Letras         | Música                    | Artista        | Duração |  |
| 1.                             | "Hold Me Back" (멈춰줘)        |                | Nam Hye-seung Park Jin-ho | Heize          |         |  |
| 2.                             | "Hold Me Back" (멈춰줘; Inst.) |                | Nam Hye-seung Park Jin-ho |                | 3:52    |  |
| Duração total:                 | Duração total:                 | Duração total: | Duração total:            | Duração total: | 7:44    |  |

Part 4
| Lançado em 24 de março de 2024 |                                                            |                             |                             |                |         |  |
| N.º                            | Título                                                     | Letras                      | Música                      | Artista        | Duração |  |
| 1.                             | "Love You With All My Heart" (미안해 미워해 사랑해)        | Nam Hye-seung Kim Kyung-hee | Nam Hye-seung Kim Kyung-hee | Crush          | 4:04    |  |
| 2.                             | "Love You With All My Heart" (미안해 미워해 사랑해; Inst.) |                             | Nam Hye-seung Kim Kyung-hee |                | 4:04    |  |
| Duração total:                 | Duração total:                                             | Duração total:              | Duração total:              | Duração total: | 8:08    |  |

Part 5
| Lançado em 30 de março de 2024 |                   |                           |                           |                |         |  |
| N.º                            | Título            | Letras                    | Música                    | Artista        | Duração |  |
| 1.                             | "Fallin'"         | Nam Hye-seung Park Jin-ho | Nam Hye-seung Park Jin-ho | Isaac Hong     | 4:16    |  |
| 2.                             | "Fallin'" (Inst.) |                           | Nam Hye-seung Park Jin-ho |                | 4:16    |  |
| Duração total:                 | Duração total:    | Duração total:            | Duração total:            | Duração total: | 8:32    |  |

Part 6
| Lançado em 6 de abril de 2024 |                                        |                           |                           |                |         |  |
| N.º                           | Título                                 | Letras                    | Música                    | Artista        | Duração |  |
| 1.                            | "Can't Get Over You" (좋아해요)        | Nam Hye-seung Park Jin-ho | Nam Hye-seung Park Jin-ho | Paul Kim       | 4:05    |  |
| 2.                            | "Can't Get Over You" (좋아해요; Inst.) |                           | Nam Hye-seung Park Jin-ho |                | 4:05    |  |
| Duração total:                | Duração total:                         | Duração total:            | Duração total:            | Duração total: | 8:10    |  |

Part 7
| Lançado em 7 de abril de 2024 |                                         |                             |                             |                |         |  |
| N.º                           | Título                                  | Letras                      | Música                      | Artista        | Duração |  |
| 1.                            | "From Bottom of My Heart"               | Nam Hye-seung Kim Kyung-hee | Nam Hye-seung Kim Kyung-hee | Kim Na-young   | 3:58    |  |
| 2.                            | "From Bottom of My Heart" (일기; Inst.) |                             | Nam Hye-seung Kim Kyung-hee |                | 3:58    |  |
| Duração total:                | Duração total:                          | Duração total:              | Duração total:              | Duração total: | 7:56    |  |

Part 8
| Lançado em 13 de abril de 2024 |                       |                           |                           |                |         |  |
| N.º                            | Título                | Letras                    | Música                    | Artista        | Duração |  |
| 1.                             | "Last Chance"         | Nam Hye-seung Park Jin-ho | Nam Hye-seung Park Jin-ho | So Soo-bin     | 4:08    |  |
| 2.                             | "Last Chance" (Inst.) |                           | Nam Hye-seung Park Jin-ho |                | 4:08    |  |
| Duração total:                 | Duração total:        | Duração total:            | Duração total:            | Duração total: | 8:16    |  |

Part 9
| Lançado em 14 de abril de 2024 |                   |                           |                           |                |         |  |
| N.º                            | Título            | Letras                    | Música                    | Artista        | Duração |  |
| 1.                             | "Promise"         | Nam Hye-seung Park Jin-ho | Nam Hye-seung Park Jin-ho | Choi Yu-ree    | 3:56    |  |
| 2.                             | "Promise" (Inst.) |                           | Nam Hye-seung Park Jin-ho |                | 3:56    |  |
| Duração total:                 | Duração total:    | Duração total:            | Duração total:            | Duração total: | 7:52    |  |

Part 10
| Lançado em21 de abril de 2024 |                               |                           |                           |                |         |  |
| N.º                           | Título                        | Letras                    | Música                    | Artista        | Duração |  |
| 1.                            | "Heart Flutter" (떨림)        | Nam Hye-seung Park Jin-ho | Nam Hye-seung Park Jin-ho | Dori           | 3:40    |  |
| 2.                            | "Heart Flutter" (떨림; Inst.) |                           | Nam Hye-seung Park Jin-ho |                | 3:40    |  |
| Duração total:                | Duração total:                | Duração total:            | Duração total:            | Duração total: | 7:20    |  |

Part 11
| Lançado em 27 de abril de 2024 |                                            |                           |                           |                           |         |  |
| N.º                            | Título                                     | Letras                    | Música                    | Artista                   | Duração |  |
| 1.                             | "More Than Enough" (더 바랄게 없죠)        | Nam Hye-seung Park Jin-ho | Nam Hye-seung Park Jin-ho | Kim Tae-rae (Zerobaseone) | 4:13    |  |
| 2.                             | "More Than Enough" (더 바랄게 없죠; Inst.) |                           | Nam Hye-seung Park Jin-ho |                           | 4:13    |  |
| Duração total:                 | Duração total:                             | Duração total:            | Duração total:            | Duração total:            | 8:26    |  |

Special track
| Lançado em 29 de abril de 2024 |                          |                             |                             |                |         |  |
| N.º                            | Título                   | Letras                      | Música                      | Artista        | Duração |  |
| 1.                             | "Way Home" (청혼)        | Nam Hye-seung Kim Kyung-hee | Nam Hye-seung Kim Kyung-hee | Kim Soo-hyun   | 3:39    |  |
| 2.                             | "Way Home" (청혼; Inst.) |                             | Nam Hye-seung Kim Kyung-hee |                | 3:39    |  |
| Duração total:                 | Duração total:           | Duração total:              | Duração total:              | Duração total: | 7:18    |  |

#### Performance nas paradas
| Título                                                                             | Ano  | Melhor posição nas paradas | Melhor posição nas paradas | Notas   |
| Título                                                                             | Ano  | KOR                        | KOR Songs                  | Notas   |
| ---------------------------------------------------------------------------------- | ---- | -------------------------- | -------------------------- | ------- |
| "The Reason of My Smiles" (BSS)                                                    | 2024 | 93                         | —                          | Part 1  |
| "Tell Me It's Not a Dream" (10cm)                                                  | 2024 | 100                        | —                          | Part 2  |
| "Hold Me Back" (Heize)                                                             | 2024 | 46                         | —                          | Part 3  |
| "Love You With All My Heart" (Crush)                                               | 2024 | 6                          | 9                          | Part 4  |
| "Fallin'" Isaac Hong                                                               | 2024 | 97                         | —                          | Part 5  |
| "Can't Get Over You" (Paul Kim)                                                    | 2024 | 51                         | —                          | Part 6  |
| "From Bottom of My Heart" (Kim Na-young)                                           | 2024 | 102                        | —                          | Part 7  |
| "Last Chance" So Soo-bin                                                           | 2024 | 114                        | —                          | Part 8  |
| "Promise" (Choi Yu-ree)                                                            | 2024 | 115                        | —                          | Part 9  |
| "Heart Flutter" (Dori)                                                             | 2024 | 159                        | —                          | Part 10 |
| "More Than Enough" (Kim Tae-rae)                                                   | 2024 | —                          | —                          | Part 11 |
| "Way Home" (Kim Soo-hyun)                                                          | 2024 | 73                         | —                          | Special |
| "—" idica uma música que não entrou nas paradas ou não foi lançada naquela região. |      |                            |                            |         |

## Lançamento
Originalmente Queen of Tears fazia parte da grade de programação de 2023 da tvN e estava agendado para ser transmitido em dezembro de 2023, no entanto, devido às mudanças na programação de sábado a domingo da rede, a exibição da série foi transferida para o primeiro semestre de 2024. De acordo com um artigo da Metro Seoul, a série foi marcada para ir ao ar em março de 2024; esta notícia foi confirmada quando a tvN lançou sua grade de programação de 2024. Posteriormente foi confirmado que a data de lançamento seria em 9 de março de 2024, às 21h20 (KST) e que a série também estaria disponível em plataformas de streaming, como o TVING e a Netflix.

## Recepção

### Resposta da crítica
Sobre a série, a Forbes escreveu que "muitos K-dramas terminam com 'felizes para sempre', mas Queen of Tears começa assim", acrescentando que a série "não só tem um elenco sólido, mas possui uma roteirista talentosa e dois diretores com um histórico de sucesso com dramas". Tanu I. Raj da NME deu à série 3 de 5 estrelas e a descreveu como "um romance turbulento de escritório", que é "alegre e decididamente cômico".

### Audiência
Queen of Tears ficou em sétimo lugar na categoria Global Top 10 TV da Netflix dois dias após seu lançamento e teve um ótimo desempenho em 12 países diferentes, com 3,3 milhões de horas assistidas por 1,2 milhão de telespectadores em sua primeira semana. Permaneceu na lista pela sua segunda e terceira semana consecutiva. Em sua quarta semana, a série liderou o ranking com 41,4 milhões de horas assistidas por 4,3 milhões de telespectadores, e permaneceu nas paradas pelas próximas dez semanas. Queen of Tears acumulou um total de 373,2 milhões de horas durante sua transmissão de 9 de março a 28 de abril.
| Temporada | Temporada | Ep. 1 | Ep. 2 | Ep. 3 | Ep. 4 | Ep. 5 | Ep. 6 | Ep. 7 | Ep. 8 | Ep. 9 | Ep. 10 | Ep. 11 | Ep. 12 | Ep. 13 | Ep. 14 | Ep. 15 | Ep. 16 | Audiência |
| --------- | --------- | ----- | ----- | ----- | ----- | ----- | ----- | ----- | ----- | ----- | ------ | ------ | ------ | ------ | ------ | ------ | ------ | --------- |
|           | 1         | 1.519 | 2.064 | 2.384 | 3.126 | 2.826 | 3.561 | 3.276 | 4.044 | 4.130 | 4.741  | 4.510  | 5.227  | 5.217  | 5.466  | 5.189  | 6.399  | 3.980     |

| Ep. | Data de transmissão original | Parcela média de audiência (Nielsen Korea) | Parcela média de audiência (Nielsen Korea) |
| Ep. | Data de transmissão original | Nacional                                   | Seul                                       |
| --- | ---------------------------- | ------------------------------------------ | ------------------------------------------ |
| 1 | 9 de março de 2024           | 5.853% (1º)                                | 6.495% (1º)                                |
| 2 | 10 de março de 2024          | 8.660% (1º)                                | 9.822% (1º)                                |
| 3 | 16 de março de 2024          | 9.594% (1º)                                | 11.125% (1º)                               |
| 4 | 17 de março de 2024          | 12.985% (1º)                               | 13.857% (1º)                               |
| 5 | 23 de março de 2024          | 10.964% (1º)                               | 12.197% (1º)                               |
| 6 | 24 de março de 2024          | 14.068% (1º)                               | 15.225% (1º)                               |
| 7 | 30 de março de 2024          | 12.833% (1º)                               | 14.048% (1º)                               |
| 8 | 31 de março de 2024          | 16.143% (1º)                               | 17.886% (1º)                               |
| 9 | 6 de abril de 2024           | 15.570% (1º)                               | 17.236% (1º)                               |
| 10 | 7 de abril de 2024           | 18.952% (1º)                               | 20.926% (1º)                               |
| 11 | 13 de abril de 2024          | 16.767% (1º)                               | 18.509% (1º)                               |
| 12 | 14 de abril de 2024          | 20.732% (1º)                               | 23.242% (1º)                               |
| 13 | 20 de abril de 2024          | 20.179% (1º)                               | 22.257% (1º)                               |
| 14 | 21 de abril de 2024          | 21.625% (1º)                               | 23.925% (1º)                               |
| 15 | 27 de abril de 2024          | 21.056% (1º)                               | 23.920% (1º)                               |
| 16 | 28 de abril de 2024          | 24.850% (1º)                               | 28.381% (1º)                               |
| Média | Média                        | 15.671%                                    | 17.441%                                    |
| Special | 4 de maio de 2024            | 5.027% (1º)                                | 5.586% (1º)                                |
| Special | 5 de maio de 2024            | 3.896% (1º)                                | 4.070% (1º)                                |
| - Na tabela acima, os números em azul representam a audiência média mais baixa e os números em vermelho representam a audiência média mais alta. - Este drama foi ao ar em um canal a cabo/TV paga que normalmente tem uma audiência relativamente menor em comparação com a TV aberta/emissoras públicas como, por exemplo, KBS, SBS, MBC e EBS. |                              |                                            |                                            |

### Prêmios e indicações
| Cerimônia de premiação           | Ano  | Categoria                   | Nomeado/trabalho | Resultado | Ref.   |
| -------------------------------- | ---- | --------------------------- | ---------------- | --------- | ------ |
| Baeksang Arts Awards             | 2024 | Melhor Ator                 | Kim Soo-hyun     | Indicado  | [ 75 ] |
| Baeksang Arts Awards             | 2024 | Ator Mais Popular           | Kim Soo-hyun     | Venceu    | [ 76 ] |
| Seoul International Drama Awards | 2024 | Drama Coreano de Excelência | Queen of Tears   | Pendente  | [ 77 ] |
| Seoul International Drama Awards | 2024 | Ator Coreano de Excelência  | Kim Soo-hyun     | Pendente  | [ 77 ] |